# Ophiothrix synoecina
Ophiothrix synoecina is een slangster uit de familie Ophiotrichidae.
De wetenschappelijke naam van de soort werd in 1996 gepubliceerd door S. Schoppe.